# شیمازو تاداتسونه

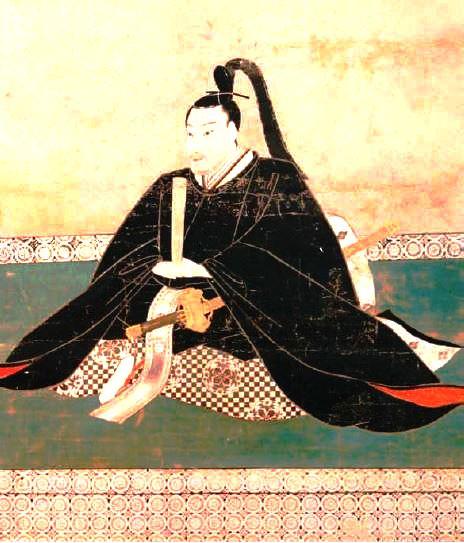
شیمازو تاداتسونه

شیمازو تاداتسونه (به ژاپنی: 島津 忠恒 Shimazu Tadatsune) (۲۷ نوامبر، ۱۵۷۶ – ۷ آوریل، ۱۶۳۸) یکی ازدایمیوهای توزاما در قلمروی ساتسوما و سومین پسر شیمازو یوشی‌هیرو بود. برای اولین بار در زمان او این قلمرو به عنوان یک هان تحت فرمان شوگونسالاری توکوگاوا درآمد. وی اولین ژاپنی بود که بر پادشاهی ریوکیو حکمرانی کرد.